# Parecon
ParEcon is een acroniem voor Participatory Economy (deelnemende economie), een economisch ordeningsmodel dat eind jaren tachtig van de twintigste eeuw werd ontwikkeld door de Amerikanen Michael Albert (politicoloog, natuurkundige) en Robin Hahnel (hoogleraar economie) als alternatief voor het kapitalisme.
Zij zetten hun denkwijze voor het eerst systematisch uiteen in 1991. In latere publicaties is het model verder ontwikkeld.
ParEcon is gebaseerd op:
1. het bevorderen van economische rechtvaardigheid,
2. economische democratie
3. solidariteit

Deze doelen worden volgens Hahnel en Albert bereikt met ParEcon zonder hoge efficientiekosten, terwijl individuele vrijheid en een diversiteit aan levensstijlen gegarandeerd zijn. Vanwege de uitgangspunten kan het model als een vorm van socialisme worden gezien. De bedenkers noemen het een vorm van libertair socialisme met als coördinatiemechanisme een decentraal planningssysteem in plaats van marktwerking of centrale planning.

## Instituten in een ParEcon
Binnen een ParEcon vormen consumenten en werknemers raden (councils). Iedere consument en werknemer is lid van een dergelijke raad. Er zijn raden op verschillende niveaus. Zo is er een lokale consumentenraad en een nationale consumentenraad met hierbinnen tussenliggende raden op verschillende geografische niveaus. Verder is er een planningsbureau die het planningsproces faciliteert.

## Arbeidersbestuur
Arbeiders zijn lid van een arbeidersraad die ze vrij zijn zelf te stichten. Alle arbeidsraden maken deel uit van een federatie van raden in dezelfde bedrijfstak. Beslissingen over het werk worden genomen door de arbeiders binnen deze arbeidsraden, waarbij het uitgangspunt van zelfmanagement geldt, dat wil zeggen dat men meer invloed heeft op een beslissing naarmate men meer wordt getroffen door een beslissing. In een ParEcon is er dus arbeiderszelfbestuur. Beslissingen mogen genomen worden door een door de arbeiders gekozen autoriteit, maar zijn herroepbaar.

## Evenwichtige taakpakketten
Een ander belangrijk uitgangspunt in het model van Hahnel en Albert is dat werknemers 'evenwichtige taakpakketten' hebben (Balanced Job Complexes, ook wel BJC's). Dit om te voorkomen dat minder aantrekkelijk werk niet eerlijk wordt verdeeld zoals in het kapitalisme soms het geval is. Iedereen dient op straffe van minder inkomen een deel van zijn of haar arbeidstijd te besteden aan werkzaamheden die minder voldoening geven (vanwege weinig autonomie of repeterende taken bijvoorbeeld). Zo dient een kantoormedewerker bijvoorbeeld enkele uren schoonmaakwerk te verrichten op het kantoor waar hij werkt, terwijl schoonmakers ook cognitieve taken krijgen, zoals archivering. Door middel van educatie kan dit gerealiseerd worden. Een andere reden voor het instellen van evenwichtige taakpakketten is dat dit alle werknemers in staat stelt om zich te ontwikkelen en zo de eigen empowerment te verhogen.

## Beloning naar inzet
Beloning vindt niet plaats op basis van de wetten van vraag en aanbod, oftewel iemands onderhandelingspositie, maar op basis van inzet, opoffering en (voor hen die niet kunnen werken of tijdelijk werkloos zijn) behoefte. Dit is volgens Hahnel en Albert de enige eerlijke manier van belonen. In kapitalistische samenlevingen krijgen mensen die beschikken over relatief schaarse vermogens (veel) meer betaald dan gemiddeld. In de hedendaagse kenniseconomie betekent dit dat hoogopgeleiden een (veel) hoger salaris krijgen dan laagopgeleiden. Hahnel en Albert vinden dit onrechtvaardig. Waarom zou iemand die het minder goed getroffen heeft in de 'genetische loterij' en daardoor minder kon studeren minder moeten verdienen dan een academicus?
Dat een academicus meer scholing heeft gevolgd en meer in zichzelf heeft geïnvesteerd is binnen een ParEcon geen argument voor beloningsverschillen. De relevante vergelijking is tussen het verschil in ongenoegen tussen studenten en mensen die werken in plaats van leren. Beloningsverschillen zijn alleen gerechtvaardigd als ze voortkomen uit verschillen in door het individu beïnvloedbare factoren, aldus Hahnel en Albert.
Een werknemersraad krijgt een hoeveelheid geld dat afhankelijk is van het aantal arbeidsuren en de intensiteit/zwaarte van arbeid. Zo krijgt een bedrijf met zware arbeidsomstandigheden meer geld per werknemer dan een bedrijf zonder zware arbeidsomstandigheden. Het inkomen per werknemer hangt dus niet af van de bijdrage aan de productie. Ook hangt het niet af van de mate van sociale wenselijkheid van producten. Een hersenoperatie is veel waardevoller dan een fiets (beide zijn echter sociaal wenselijke producten omdat ze gevraagd worden door consumenten). Maar dit betekent niet dat de chirurg meer moet verdienen dan de fietsenmaker als de inzet/opoffering en de zwaarte van het beroep gelijk zijn (wat niet het geval hoeft te zijn, zodat beloningsverschillen mogelijk blijven). Er kan nog enige differentiatie plaatsvinden in inkomen door beslissingen door de werknemersraad. Zo is er ruimte om bepaalde mensen binnen een bedrijf iets meer te geven dan andere, maar met BJC's en een gelijke inzet zou de beloning grosso modo per arbeidsuur gelijk moeten zijn voor iedereen.

## Scholing
Scholing in een ParEcon is erop gericht mensen sociaal-economisch en cultureel te laten participeren in de samenleving. Door educatie worden mensen in staat gesteld hun vermogens zo veel mogelijk te actualiseren ten behoeve van hun zelfontplooiing en ten behoeve van de samenleving. Trainingen en cursussen worden door het planningsproces (zie onder) vastgesteld; al het andere onderwijs is net als gezondheidszorg gratis.

## Het planningsproces
De consumentenraden en werknemersraden stemmen hun voorkeuren af in een planningsproces dat gefaciliteerd wordt door een zogenaamd Iteration Facility Board (IFB). Deze IFB geeft indicatieve prijzen af voor alle finale goederen en diensten, kapitaalgoederen, grondstoffen en soorten arbeid. Deze indicatieve prijzen worden vastgesteld op basis van wat er het voorgaande jaar geproduceerd en geconsumeerd is, kennis van investeringen en verwachte veranderingen in de prijs (bijvoorbeeld bij goederen waarvoor onderdelen uit het buitenland moeten worden geïmporteerd).
Individuele consumenten en werknemers worden jaarlijks gevraagd om op basis van deze indicatieve prijzen aan te geven hoeveel ze respectievelijk willen consumeren en produceren. Deze individuele voorkeuren worden vervolgens (op anonieme wijze) geaggregeerd zodat de voorkeuren van een raad ontstaan. Ieder individu of huishouden is lid van een buurtraad van consumenten. Deze buurtconsumentenraden gaan op in een stadsconsumentenraad en deze gaan weer op in regionale consumentenraden die onderdeel zijn van een nationale consumentenraad. Ieder voorstel voor consumptie en productie moet goedkeuring krijgen van de bovenliggende raad. Een individueel consumptievoorstel kan afgewezen worden door de buurtraad als dit disproportioneel is in verhouding tot het aantal arbeidsuren van de indiener. Een productievoorstel van een werknemersraad kan worden afgewezen door de bedrijfsklasseraad als de ratio van opbrengsten in verhouding tot kosten lager is dan het gemiddelde van de voorstellen (deze ratio wordt berekend door de gewenste ouput en input te vermenigvuldigen met de indicatieve prijzen van de IFB). Op deze manier wordt gezorgd voor voldoende efficiency, aldus Hahnel en Albert. Immers, als bedrijven met duurdere voorstellen komen dan krijgen ze niet de gewenste input van productiefactoren toegewezen wat werkloosheid tot gevolg heeft (of ze moeten hun plannen bijstellen, of ze krijgen minder dan gevraagd). In die zin is er ook een prikkel tot innovatie. Innovatie wordt bevorderd door speciale centra op te richten die producten ontwikkelen. Veel meer dan onder het kapitalisme kan hierbij gebruik worden gemaakt van schaalvoordelen (er is immers geen concurrentie om winst) en de betrokkenheid van consumenten die nu nauwelijks inspraak hebben over wat er geproduceerd wordt.
Ook om ecologische redenen is goedkeuring van plannen vereist. Stel dat een stadsraad een fabriek wil bouwen dan zal dit tot vervuiling van een hele regio kunnen leiden. Vanuit het principe dat iedereen mee moet kunnen beslissen in de mate waarin men getroffen wordt door een beslissing, is voor het bouwen van een fabriek goedkeuring vereist van de regionale raad. Op deze manier worden externaliteiten in de kosten verwerkt: de regionale raad zal alleen akkoord gaan met de bouw als de regio gecompenseerd wordt voor de kosten (de stad kan bijvoorbeeld schoonmaakkosten vergoeden en de milieuschade ver genoeg terugdringen).

## Vaststelling van het economisch plan
Uiteindelijk, als alle voorstellen goedgekeurd zijn, kan de IFB op basis van de geaggregeerde vraag en aanbod nieuwe indicatieve prijzen berekenen, waarna het planningsproces opnieuw begint en consumenten en producenten hun voorkeuren kunnen bijstellen op basis van de nieuwe prijzen. Het planningsproces gaat door totdat er niet langer een overvraag is naar goederen, diensten, arbeid en grondstoffen. Dan is er een haalbaar plan. De IFB kan geen prijzen vaststellen; evenmin kan ze dicteren wat consumenten en werknemers kunnen doen. In die zin is ParEcon geen centrale planning waarbij van bovenaf wordt opgelegd wat er geproduceerd en daarmee geconsumeerd gaat worden. Het proces verloopt van onderaf. Niettemin kan ervoor gekozen worden om de IFB uiteindelijk als vraag en aanbod nagenoeg aan elkaar gelijk zijn te laten komen met enkele plannen waaruit democratisch gekozen kan worden. Dit om te voorkomen dat consumenten en werknemers te vaak hun plannen moeten bijstellen terwijl vraag en aanbod al bijna geheel op elkaar aansluiten.

## Sociale zekerheid
Voor hen die niet kunnen werken is er sociale zekerheid. Hahnel en Albert zeggen hier echter weinig over. Hoogte en voorwaarden voor een uitkering zullen democratisch besloten moeten worden. Ook zal democratisch besloten moeten worden of de samenleving bereid is bepaalde risico's collectief te dragen (zoals risicovolle vakanties als wintersport) of dat het individu zelf de kosten moet betalen (voorbij een bepaalde grens) bij een ongeval.

## Kritiek
Hahnel en Albert hebben diverse verwijten gekregen. De socialist en hoogleraar politicologie David Schweickart zegt bijvoorbeeld over ParEcon dat het onwerkbaar is vanwege de hoeveelheid tijd en vergaderingen die nodig zouden zijn om tot een planning te komen. Hij is het ook niet eens met de radicale kritiek van Hahnel en Albert op markten. Hahnel is uitgebreid ingegaan op deze en andere kritiek.